# Christian Friedrich Neue

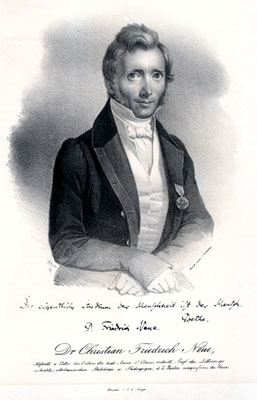
Christian Friedrich Neue. Porträt von Eduard Hau (1838).

Christian Friedrich Neue (* 19. Dezember 1799, nach anderen 26. Oktober 1798 in Spandau bei Berlin; † 14. Juli 1886 in Stuttgart) war ein deutscher Klassischer Philologe.

## Leben
Christian Friedrich Neue, der Sohn eines Kürschnermeisters, studierte Philologie an der Berliner Universität, wo ihn besonders August Boeckh beeinflusste. Ab 1820 arbeitete er als Lehrer an der Landesschule Pforta. Mit der Berliner Universität hielt er weiterhin Kontakt. So erreichte er 1822 die Promotion und veröffentlichte verschiedene philologische Arbeiten in Berliner Verlagen.
1831 erhielt Neue einen Ruf an die Kaiserliche Universität Dorpat auf den Lehrstuhl für „Litteraturgeschichte, altclassische Philologie und Paedagogik“. In Dorpat wirkte Neue 30 Jahre lang, von 1831 bis 1837 auch als Mitglied der Schulkommission. Er fungierte mehrmals als Dekan der Philosophischen Fakultät (1833, 1835, 1839, 1842–1845, 1847–1851) und von 1836 bis 1839 sowie von 1843 bis 1851 als Rektor der Universität. Daneben war er von 1843 bis 1851 Mitglied des Zensurkomitees. 1848 wurde er zum korrespondierenden Mitglied der Russischen Akademie der Wissenschaften in Sankt Petersburg gewählt.
1861 nahm Neue im Alter von 72 Jahren seinen Abschied und zog nach Stuttgart, wo er seinen Ruhestand verlebte. Im Ruhestand veröffentlichte er eine zweibändige Abhandlung über die Formenlehre der lateinischen Sprache, die das Ergebnis seiner 50-jährigen Lehrtätigkeit war. Das Werk wurde von Carl Wagener (1842–1920) überarbeitet und ist daher als „Formenlehre von Neue-Wagener“ bekannt.

## Schriften (Auswahl)
- Bacchylidis Cei fragmenta. Berlin 1822.
- Sapphonis Mytilenaeae fragmenta. Berlin 1827.
- Sophoclis Tragoediae. Leipzig 1831.
- De Telesillae Argivae reliquiis commentatio. Dorpat 1843.
- Formenlehre der lateinischen Sprache. Zwei Bände, Mitau 1861–1866
  - zweite Auflage in drei Bänden, Berlin 1877.
  - dritte Auflage in vier Bänden, Berlin 1892–1905. Nachdruck Hildesheim 1985.